# Marc Acuci
Marc Acuci (en llatí Marcus Acutius) va ser un magistrat romà del segle v aC.
Va ser tribú de la plebs de Roma l'any 401 aC, quan sortí elegit per altres tribuns per cooptació, en violació de la llei Trebonia de tribunis.